# Crustulina starmuehlneri
Crustulina starmuehlneri är en spindelart som beskrevs av Kritscher 1966. Crustulina starmuehlneri ingår i släktet Crustulina och familjen klotspindlar.
Artens utbredningsområde är Nya Kaledonien. Inga underarter finns listade i Catalogue of Life.